# کلسیم کلرید
کلسیم کلرید (به انگلیسی: Calcium chloride) (CaCl2)، یک ترکیب یونی متشکل از کلسیم و کلر است. این ماده در آب بسیار محلول است.

## موارد استفاده

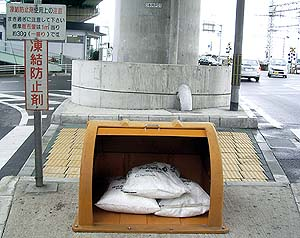
نگهداری کلسیم کلرید

از موارد استفاده از کلرید کلسیم در ساخت بتن‌های زودگیر می‌باشد. به این ترتیب که کلرید کلسیم در ساخت این بتن‌ها نقش تسریع‌کننده را دارد. این ماده شیمیایی ابتدا با آب بتن مخلوط و سپس به مخلوط شن و ماسه و سیمان اضافه می‌شود. به این ترتیب برای ساخت بتن‌های زود گیر می‌توان به‌جای استفاده از سیمان زودگیر از سیمان معمولی (پرتلند نوع I) همراه با کلسیم کلرید استفاده نمود. بتن ساخته شده به این روش در مقابل فرسایش مقاومت بیشتری از خود نشان داده اما در مقابل حمله سولفاتها آسیب‌پذیر تر بوده و افت بتن نیز حدود ۱۰ الی ۱۵ درصد افزایش یافته اما در هر حال بدترین ضرر این ماده اثر آن بر روی آرماتورها و ایجاد خوردگی در آنهاست. به این ترتیب با توجه به بند ۹-۳-۵-۱ از مبحث نهم مقررات ملی ساختمان ایران استفاده از این ماده تنها در بتن‌های بدون فولاد مجاز بوده و میزان مصرف آن به ۲ درصد وزنی سیمان محدود می‌شود.

### کلسیم کلرید در استخرها
CaCl2 برای استخرها یک ترکیب شیمیایی است که برای حفظ سلامت استخر مورد استفاده قرار می‌گیرد. بسته به میزان مواد معدنی محلول، آب استخر می‌تواند آب «سخت» یا «نرم» باشد. کلرید کلسیم آب را متعادل می‌کند.
کلسیم کلراید در حفاری
کلسیم کلراید حفاری در ترکیبات سیالات و گل حفاری به کار می رود. هدف از کاربرد کلسیم کلراید در حفاری برای وزن دهی به گل حفاری و خنک سازی و روان کنندگی مته حفاری است.